# Belsh
Belsh (albanisch auch Belshi, selten auch Belësh resp. Belëshi) ist eine Kleinstadt in Mittelalbanien mit 7802 Einwohnern (Volkszählung 2023). Belsh liegt rund 25 Kilometer südwestlich der Stadt Elbasan und etwa gleich weit entfernt östlich von Lushnja im Dumreja genannten Hügelland.

## Geographie

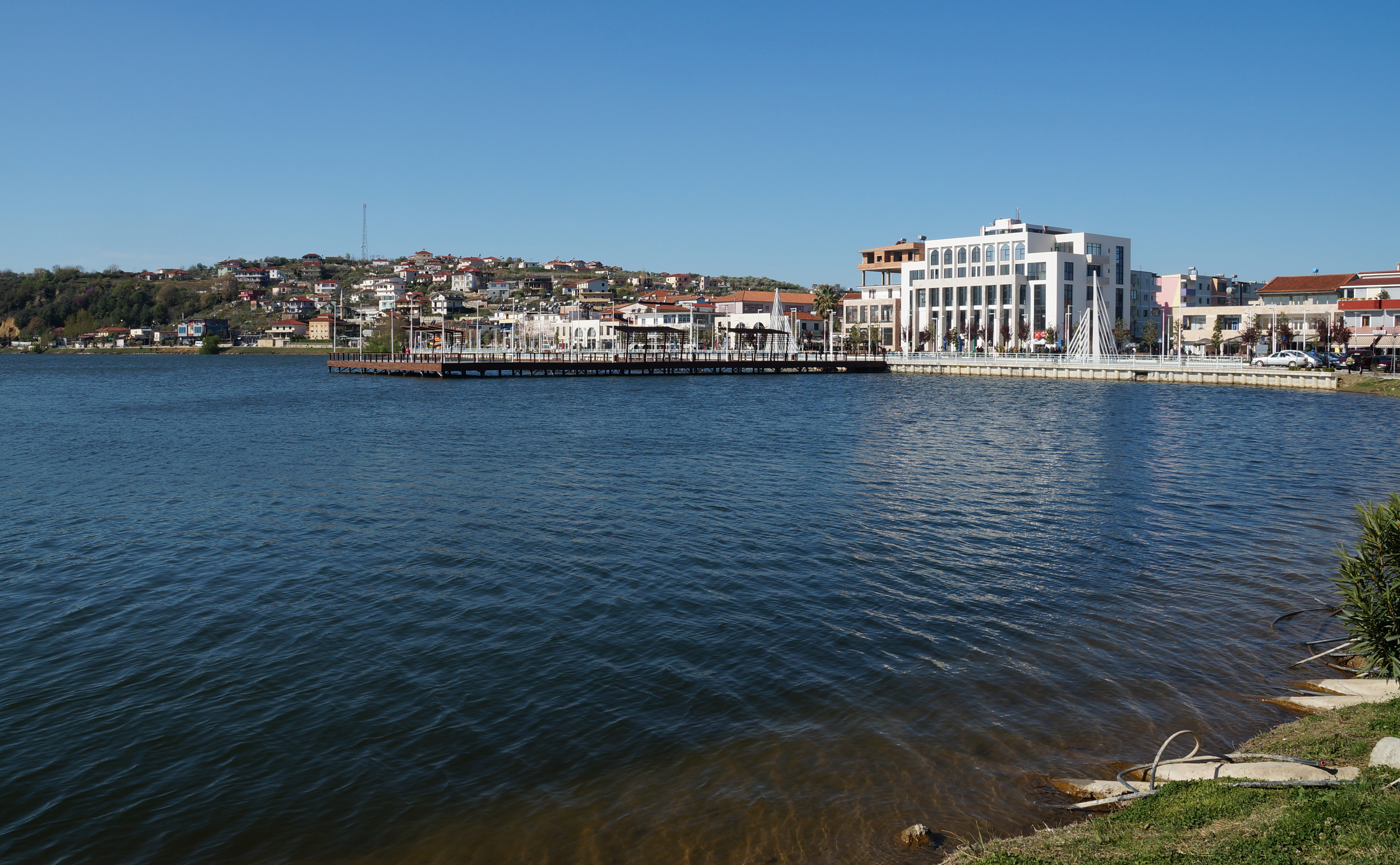
Renovierte Innenstadt und Seeufer mit Rathaus im Frühjahr 2019

Die Dumreja – Karstlandschaft mit dem Evaporit Diapirdom von Dumreja – liegt zwischen den Flüssen Shkumbin im Norden, dem Devoll im Osten, dem Seman im Süden sowie der Myzeqe-Ebene im Westen. Geprägt ist die Gegend von bis zu 300 Meter, ganz im Norden sogar bis zu 450 Meter hoch ansteigende Hügel, Polja und Karsthohlformen. In diesen bis zu 15 Meter tiefen Senken entstanden rund 80 kleine Karstsee (Liqenet te Belshit/Dumreja-Seen). Einer davon ist der Liqeni i Belshit, entlang dessen westlichen und nördlichen Ufer sich die Stadt erstreckt.

## Geschichte
Die Region von Belsh war schon im Altertum besiedelt. Am anderen Seeufer beim Ort Gradishta wurden auf einem Hügel Überreste einer illyrischen Befestigung und Siedlung gefunden. Später eine griechische Kolonie, prosperierte der Ort in römischer Zeit als Handelsort nicht allzu weit von der Via Egnatia entfernt. Etwas weiter südlich beim Ort Seferan befand sich ein Tempel, der der Aphrodite gewidmet war. Im angrenzenden See wurden viele Terrakottawaren gefunden, die dort zu Ehren der Göttin versenkt wurden. Die Funde eines Fürstengrabs sind heute in Tirana ausgestellt.
Im 6. Jahrhundert wurde die befestigte antike Stadt durch einfallende Slawen zerstört.

## Infrastruktur und Wirtschaft
In Belsh gibt es eine Mittelschule und ein Krankenhaus. Die Umgebung von Belsh wird stark landwirtschaftlich genutzt. Man vermutet in der Dumreja auch Gasvorkommen.

## Verwaltung

Lage der Bashkia Belsh innerhalb Albaniens

Im Sommer 2015 wurde Belsh mit den anderen Gemeinden der westlichen Dumreja zusammengelegt. Die Gemeinde Belsh war die drittgrößte im aufgelösten Kreis Elbasan. 
Die neue Gemeinde hat 17.123 Einwohner (Volkszählung 2023). Das sind 12 % weniger als zwölf Jahre zuvor (Volkszählung 2011: 19.503 Einwohner).
Belsh umfasst seit der Gemeindereform von 2015 auch das Gebiet von vier ehemaligen Komunen, die heute Njësitë administrative der Bashkia sind: Fierza, Grekan, Kajan und Rrasa. Alle fünf Njësitë administrative umfassen mehrere Dörfer.
| Name   | Einwohner 2023 | Einwohner 2011 |
| ------ | -------------- | -------------- |
| Belsh  | 7802           | 8781           |
| Fierza | 2053           | 2065           |
| Grekan | 2857           | 3138           |
| Kajan  | 3349           | 3925           |
| Rrasa  | 1062           | 1594           |
| Total  | 17.123         | 19.503         |

Zur Njësia administrative Belsh gehören nebst dem Zentrum (Qendër) die folgenden zwölf Dörfer: Çepa, Dushk, Belsh-Fshat, Shkoza, Qafë Shkalla, Seferan, Trojas, Shkendi, Gradishte, Marinez, Stith und Stanaj.

## Politik
Seit 2015 ist Arif Tafani Bürgermeister der Bashkia von Belsh. Der Bashkia-Rat hat 21 Mitglieder.